# Rorippa columbiae
Espèce
Rorippa columbiae est une espèce de petite plante rampante à fleurs jaunes de la famille des Brassicaceae poussant sur les sols sablonneux ou rocheux de l'ouest de l'Amérique du Nord.